# Te Araroa Trail

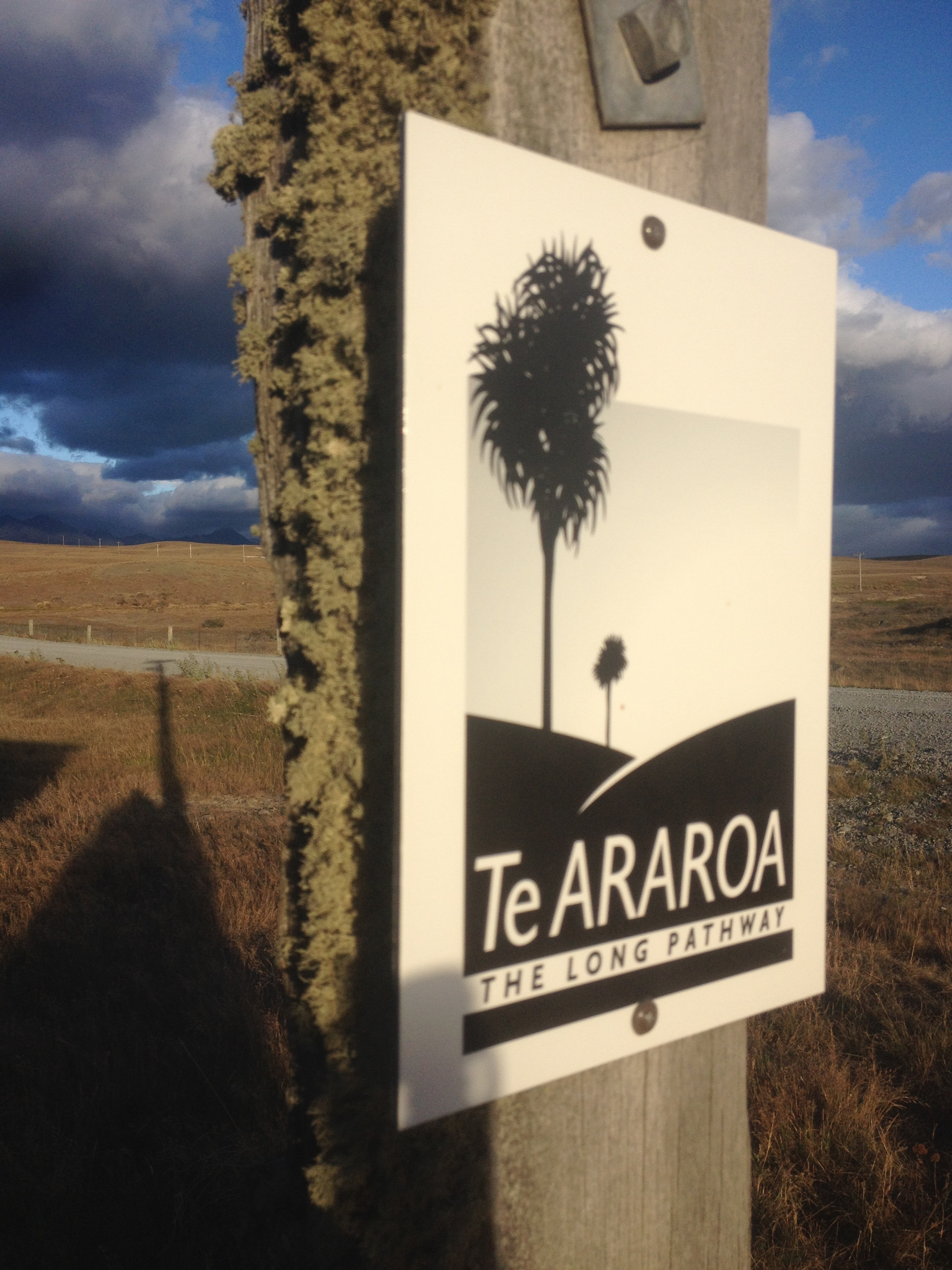
Logo

Der Te Araroa Trail (The Long Pathway) ist der längste Fernwanderweg Neuseelands und wurde im Dezember 2011 offiziell eröffnet. Er beginnt am Cape Reinga / Te Rerenga Wairua auf der Nordinsel Neuseelands und endet im Ort Bluff auf der Südinsel. Die Gesamtdistanz beträgt ca. 3030 km und wird in ca. 300 Sektionen unterteilt. Organisiert wurden die Baumaßnahmen von acht regionalen Untergruppierungen, den sog. Trusts (Auckland Trust, Waikato Trust, Whanganui Trust, Manawatu Trust, Wellington Trust, Canterbury/West Coast Trust, Otago Trust, Southland Trust). Neben der Regierung haben sich zahlreiche Freiwillige und kommerzielle Partner am Bau beteiligt.